# Mr. Griffin Washingtonba megy (Family Guy)
A Mr. Griffin Washingtonba megy (angolul Mr. Griffin Goes to Washington, további ismert magyar címe: Griffin úr Washingtonba megy) a Family Guy harmadik évadjának a harmadik része. Összességében ez a harmincegyedik rész. Az epizódot először az amerikai FOX csatorna mutatott be 2001. július 25-én, egy héttel a második epizód után. Magyarországon a Comedy Central mutatta be 2008. november 12-én.
|  | Alább a cselekmény részletei következnek! |

## Cselekmény
Lois furcsa rémálomból ébred. Álmában rájön, hogy Stewie egy gonosz zseni. Peter munka helyett baseballmeccsre megy a családjával, ahol a főnökével találkozik. Másnap a munkahelyén megtudja, hogy az Eldorado cigaretta-gyár megvette a játékgyárat, ahol dolgozik, és mindenkinek megemelték a fizetését. Peter hazavisz egy cigarettát reklámozó babát, Lois ezen felháborodik, és ráparancsol Peterre, hogy beszéljen a gyár vezetőségével, és ismertesse a nézőpontját, miszerint a dohányzás helytelen. Peter így is tesz, de végül a vezéri kar kinevezi igazgatónak, így Lois sem és Peter sem ad hangot a nemtetszésének. Tulajdonképpen le lettek fizetve. A cégnek gondjai akadnak a cigaretta-ellenes kampányokkal, és úgy döntenek, Peter elég gyengeelméjű ahhoz, hogy meggyőzze a washingtoni kongresszust arról, hogy támogassák a dohányzást. Közben Stewie dohányozni kezd, és ez ráébreszti Loist majd később Petert is, hogy a dohányzást mégis ellenezni kell. Végül Peter beszédének az lesz az eredménye, hogy az Eldorado gyárat megbüntetik 100 millió dollárra. Peter az epizód végén kiselőadást tart arról, hogy a táncosnőket nem jó dolog megölni.

## Külső hivatkozások
- Mr. Griffin Washingtonba megy az Internet Movie Database-ben (angolul)
- Mr. Griffin Washingtonba megy a Rotten Tomatoeson (angolul)
- Mr. Griffin Washingtonba megy a Box Office Mojón (angolul)